# Brom(I)-fluorosulfonat
Brom(I)-fluorosulfonat, BrSO3F ist die einwertige chemische Verbindung des Broms aus der Gruppe der Fluorosulfonaten.

## Gewinnung und Darstellung
Analog zu den anderen Halogenfluorosulfonaten lässt die Reaktion von Brom mit Peroxydisulfuryldifluorid lässt die Verbindung entstehen.
{\displaystyle \mathrm {Br_{2}+S_{2}O_{6}F_{2}\ {\xrightarrow {25\,{}^{\circ }C}}\ 2\ BrSO_{3}F} }
Die Reduktion von Brom(III)-fluorosulfonat lässt auch Brom(I)-fluorosulfonat gewinnen.
{\displaystyle {\ce {Br(SO3F)3 + Br2 -> 3 BrSO3F}}}

## Eigenschaften
Brom(I)-fluorosulfonat ist eine schwarzrote, viskose, hydrolyseempfindliche Flüssigkeit, die mit Wasser sehr heftig reagiert. Beim Abkühlen erstarrt sie glasig.
Brom(I)-fluorosulfonat reagiert ab 50 °C mit Iod(I)-fluorosulfonat zu Dibromoiodfluorosulfonat.
{\displaystyle \mathrm {2\ BrSO_{3}F+ISO_{3}F\ {\xrightarrow {50\,{}^{\circ }C}}\ IBr_{2}(SO_{3}F)_{3}} }